# بتینو ریکاسولی
بتینو ریکاسولی (ایتالیایی: Bettino Ricasoli؛ ۹ مارس ۱۸۰۹ – ۲۳ اکتبر ۱۸۸۰) یک سیاست‌مدار و دیپلمات اهل ایتالیا بود که برای بار اول از تاریخ ۲۰ ژوئن ۱۸۶۶ تا تاریخ ۱۰ آوریل ۱۸۶۷ و برای بار دوم از ۱۲ ژوئن ۱۸۶۱ تا ۳ مارس ۱۸۶۲ سمت نخست وزیری ایتالیا را برعهده داشت.